# 亚足联职业级教练员证书
亚足联职业级教练员证书（英語：或），也被称为亚足联P级教练员证书，是由亚足联颁发的最高级别的足球教练资格证书。亚足联从2001年起颁发这种证书。亚足联认为此证书与欧足联颁发的欧足联职业级教练员证书等效。
亚足联规定，要考取亚足联职业级教练员证书的学员必须已经获得亚足联A级教练员证书。为考取此证书，学员至少接受220小时的培训。亚足联宣布，2017年起亚洲冠军联赛球队的主教练必须拥有亚足联职业级教练员证书。
2009年起，中国足协规定在中超联赛执教的外籍主教练必须凭亚足联职业级教练员证书上岗。2010年，中国足协将规则扩大到所有中超、中甲主教练。2010年中甲联赛、2011年中超联赛和2012年中超联赛中，广州恒大的实际主教练李章洙由于未曾考取此证书，无法以主教练身份报名，广州恒大不得不在主教练一栏上先后填上李春满和金圣求。